# Здание Виленского коммерческого банка (Гомель)
Здание Виленского коммерческого банка (бел. Будынак Віленскага камерцыйнага банка) — памятник архитектуры начала XX века, расположенный в центре Гомеля на углу улиц Советской и Крестьянской. В ряду зданий по улице Советской является объектом Государственного списка историко-культурных ценностей Республики Беларусь.

## История
В 1873 году в Вильне (ныне — Вильнюс) был основан Виленский частный коммерческий банк, и вскоре одно из его отделений открылось в Гомеле. Для его размещения на углу улиц Румянцевской и Троицкой (ныне — Советская и Крестьянская соответственно) по проекту архитектора Станислава Шабуневского было построено трёхэтажное здание в стиле модерн с элементами классицизма и рококо.
Во время Великой Отечественной войны здание, как и большинство строений Гомеля, было повреждено. Реконструировано в 1947 году.
В настоящее время в здании располагается управление образования Гомельского горисполкома.

## Архитектура
Трёхэтажное здание имеет Г-образную форму. Его фасады, выходящие на Советскую и Крестьянскую улицы, разделены карнизом на 2 яруса. Нижний ярус (1-й этаж) решён в веде цоколя, между оконными проёмами он имеет простенки в виде руста. Композицию верхнего яруса (2-й и 3-й этажи) образует ряд пилястр, оформленных модильонами, гермами и маскаронами. Балконы имеют ажурные кованые ограждения. Между 2-м и 3-м этажами размещены скульптурные вставки с растительным орнаментом. Центр главного фасада выделен ризалитом; здесь расположен вход, обрамлённый ионическими полуколоннами.